# ちゃんゆ胃
ちゃんゆ胃（ちゃんゆい）は、日本の女性シンガーソングライター。愛媛県西条市生まれ。LOVE SAIJO応援シンガー。皆から「ちゃんゆい」と呼ばれており、音楽活動をするにあたり一目で覚えてもらえるようにと一意性のある「ちゃんゆ胃」とした。所属事務所はつばさレコーズ。所属レーベルは同社MIMICOS RECORDS。

## 来歴
愛媛県西条市に生まれる。
母が保育士、母の妹がピアノと歌の先生をしており、幼少から童謡のコンクールに出場するなど自然と音楽に触れて育つ。
小学4年から7年間吹奏楽部に所属しトランペットやホルンを担当。
中学時代にバンドKEYTALKに出会い、憧れを抱き、中学3年のクリスマスにサンタさんにお願いしてアコースティック・ギターをもらう。
2020年より保育を学ぶため大学に進学。新型コロナウイルスの流行により社会が自粛期間中だった同年春よりInstagramに邦楽のカバーを投稿し始める。次第にTikTokで弾き語りブームが訪れ、同期間中に高校時代の親友から「曲を作って」と冗談交じりにお願いされ、「Dear.a」のサビだけを制作しTikTokに投稿。これが200万を超えるいいねを獲得しバズる。この投稿を見たマネージャーにより見初められ、現在の事務所に所属する。
2021年9月、愛媛のラジオ局南海放送にてLOVE SAIJO提供のラジオ番組「ちゃんゆ胃の胃袋満たします」を開始。
2021年11月、西条市長より「LOVE SAIJO応援シンガー」を委嘱。
2023年6月、保育実習ではピアノではなくアコースティック・ギターを持ち込み園児たちに童謡を披露。
2023年8月、初のEP作品「あなたの胃袋掴みたい」をリリース。

## 人物
- 姉と弟がいる。
- 両親、姉弟、祖父母、親戚から音楽活動を応援されている。
- 恋バナが好き。
- 背が高い。169cm。

## ディスコグラフィ
作詞・作曲：ちゃんゆ胃（特記がある場合を除く）
| リリース日     | 種別        | タイトル                     | 収録曲                                                                                     | 備考                                   |
| -------------- | ----------- | ---------------------------- | ------------------------------------------------------------------------------------------ | -------------------------------------- |
| 2020年12月25日 | デジタルSg. | Dear.a                       |                                                                                            |                                        |
| 2021年02月14日 | デジタルSg. | 香水と柔軟剤 (Acoustic ver.) |                                                                                            |                                        |
| 2021年05月28日 | デジタルSg. | 年下でもいいじゃない         |                                                                                            |                                        |
| 2021年08月20日 | デジタルSg. | 僕は君じゃなきゃダメみたい   |                                                                                            |                                        |
| 2021年10月01日 | デジタルSg. | またね                       |                                                                                            |                                        |
| 2021年12月31日 | デジタルSg. | お疲れさん                   |                                                                                            |                                        |
| 2022年02月25日 | デジタルSg. | サヨナラありがとう           |                                                                                            |                                        |
| 2022年05月04日 | デジタルSg. | フレーフレー！               |                                                                                            |                                        |
| 2022年07月01日 | デジタルSg. | ホウセンカ                   |                                                                                            | 編曲：大西俊也                         |
| 2022年09月14日 | デジタルSg. | Forever                      |                                                                                            | 編曲：大西俊也                         |
| 2022年12月25日 | デジタルSg. | Dear.a (2022 ver.)           |                                                                                            | 編曲：大西俊也、同曲のバンドアレンジ版 |
| 2023年08月11日 | デジタルEP  | あなたの胃袋掴みたい         | 1. バンドマン 2. 香水と柔軟剤 3. 胃存症 4. Dear.a (2022 ver.) 5. あなたへ 6. HAPPY LUCKY!! | 編曲：大西俊也                         |

## タイアップ
| 曲名                 | タイアップ                                                                       |
| -------------------- | -------------------------------------------------------------------------------- |
| フレーフレー！       | 愛媛銀行「ひめぎんは、ゆめぎん。～みんなの夢を応援します～」オリジナル応援ソング |
| お疲れさん           | 南海放送ラジオ「愛媛マラソン」応援ソング                                         |
| 年下でもいいじゃない | 南海放送ラジオ「ちゃんゆ胃の胃袋満たします」オープニングテーマ                   |
| またね               | 南海放送ラジオ「ちゃんゆ胃の胃袋満たします」エンディングテーマ                   |
| Forever              | YouTubeドラマ「恋、しよう」主題歌                                                |

## 楽曲提供

### 作詞・作曲
- THE SUPER FRUIT - 君はリアコ製造機